# Out with the Boys
Out with the Boys è una canzone del gruppo musicale statunitense White Lion, pubblicata come singolo promozionale dall'album Mane Attraction del 1991.
Il cantante della band, Mike Tramp, ha composto la canzone pensando ai ricordi e agli amici della sua città natale, Copenaghen. Tram ha raccontato in un'intervista del 2007 di aver scritto il pezzo in quanto sentiva la mancanza di quelle persone, aggiungendo di non esser mai stato in grado di instaurare relazioni simili con alcuno dei membri dei White Lion.

## Formazione
- Mike Tramp – voce
- Vito Bratta – chitarre
- James Lomenzo – basso
- Greg D'Angelo – batteria